# Cantone di Sevilla de Oro
Il cantone di Sevilla de Oro è un cantone dell'Ecuador che si trova nella provincia di Azuay.
Il capoluogo del cantone è Sevilla de Oro.